# Reinardt Janse van Rensburg
Reinardt Janse van Rensburg (ur. 3 lutego 1989 w Virginii) – południowoafrykański kolarz szosowy.

## Najważniejsze osiągnięcia
2009
- 1. miejsce w mistrzostwach Afryki (jazda druż. na czas)
- 2. miejsce w mistrzostwach Afryki (jazda ind. na czas)

2010
- 1. miejsce w mistrzostwach RPA (jazda ind. na czas)
- 2. miejsce w mistrzostwach Afryki (jazda ind. na czas)
- 3. miejsce w Tour du Rwanda
  - 1. miejsce na 1. etapie

2011
- 2. miejsce w Tour of Hainan
- 4. miejsce w Herald Sun Tour
  - 1. miejsce na 2. etapie
- 2. miejsce w mistrzostwach Afryki (jazda druż. na czas)
- 3. miejsce w mistrzostwach Afryki (start wspólny)
- 3. miejsce w mistrzostwach Afryki (jazda ind. na czas)
- 1. miejsce na 2. etapie Tour du Maroc

2012
- 1. miejsce w Ronde van Zeeland Seaports
- 1. miejsce na prologu i 10. etapie Volta a Portugal
- 1. miejsce w Tour du Maroc
  - 1. miejsce na 1., 5., 6. i 8. etapie
- 1. miejsce w Tour de Bretagne Cycliste
  - 1. miejsce na 4. etapie
- 1. miejsce w Ronde van Overijssel
  - 1. miejsce na prologu
- 1. miejsce w Circuit de Wallonie
- 1. miejsce w mistrzostwach RPA (jazda ind. na czas)

2013
- 1. miejsce w Binche-Chimay-Binche
- 2. miejsce w Clásica de Almería
- 3. miejsce w Nationale Sluitingprijs

2014
- 5. miejsce w Grand Prix d’Isbergues

2015
- 2. miejsce w mistrzostwach Afryki (jazda druż. na czas)
- 3. miejsce w mistrzostwach Afryki (jazda ind. na czas)

2016
- 1. miejsce w Tour de Langkawi

2017
- 1. miejsce w mistrzostwach RPA (start wspólny)
- 5. miejsce w Grand Prix du canton d’Argovie

2019
- 3. miejsce w Grand Prix du canton d’Argovie

2022
- 1. miejsce w mistrzostwach Południowej Afryki (start wspólny)

## Rankingi
| Rok              | 2009 | 2010 | 2011 | 2012 | 2013 | 2014 | 2015 | 2016  | 2017 | 2018 | 2019 | 2020 | 2021 | 2022 | 2023 | 2024  |
| ---------------- | ---- | ---- | ---- | ---- | ---- | ---- | ---- | ----- | ---- | ---- | ---- | ---- | ---- | ---- | ---- | ----- |
| UCI World Tour   |      |      |      |      | 201. | 158. |      | -     | 265. | 304. |      |      |      |      |      |       |
| World Ranking    |      |      |      |      |      |      |      | 218.  | 206. | 610. | 232. | 437. | 368. | 191. | 870. | 1162. |
| UCI Europe Tour  | -    | -    | -    | 10.  |      |      | 784. | 1468. | 284. | 454. |      |      |      |      |      |       |
| UCI Asia Tour    | -    | -    | 197. | 22.  |      |      | -    | 22.   | 157. | -    |      |      |      |      |      |       |
| UCI Oceania Tour | -    | -    | -    | 7.   |      |      | -    | 54.   | -    | -    |      |      |      |      |      |       |
| UCI Africa Tour  | 64.  | 14.  | 13.  | 3.   |      |      | 38.  | 42.   | 27.  | -    | 7.   | 12.  | 11.  | 5.   | 43.  | 87.   |
|                  |      |      |      |      |      |      |      |       |      |      |      |      |      |      |      |       |
| Źródło: UCI      |      |      |      |      |      |      |      |       |      |      |      |      |      |      |      |       |